# Frank Lammers
Frank Albertus Petrus Maria Lammers (Mierlo, 10 april 1972) is een Nederlands acteur, regisseur en voice-over bekend van zijn rol in Undercover als Ferry en de reclames van Jumbo Supermarkten.

## Loopbaan
Lammers begon zijn carrière op het Strabrecht College te Geldrop. In 1995 studeerde Lammers af aan de Amsterdamse toneelschool.
In 2001 werd hij bekend bij het grote publiek als 'invaller' Berry uit Brabant in het derde seizoen van de televisieserie All Stars. Een seizoen eerder had hij een gastrol in de serie als bewaker van het PSV stadion (aflevering Oost West as Best). In 2018-2019 deed Lammers de regie van de musicalbewerking van de film All Stars (waar de serie op gebaseerd is). 
In 2004-2005 was hij te zien in de theatervoorstelling Ren Lenny Ren van Acda en De Munnik. Lammers bouwde verder aan een carrière als acteur met als uitschieters De Enclave, waarvoor hij een Gouden Beeld ontving voor zijn rol van Bosko, en De dominee, waarin hij de rol van kickbokser Adri speelde. In 2006 kreeg Lammers een Gouden Kalf voor zijn hoofdrol in Nachtrit. In 2015 speelde hij de hoofdrol in de film Michiel de Ruyter.
Op Omroep Brabant heeft hij verschillende programma's gepresenteerd, zoals De kracht van Brabant en De canon van Lammers. In 2017 werd zijn filmregiedebuut Of ik gek ben – een initiatief van Mike Weerts die ook de hoofdrol vervult – bekroond met de prijs voor beste speelfilm op het Footcandle International Film Festival in de Amerikaanse staat North Carolina.    In datzelfde jaar ontving hij ook de Cultuurprijs van het Prins Bernhard Cultuurfonds Noord-Brabant vanwege "zijn grote en bijzondere prestaties en verdiensten voor de cultuur in Noord-Brabant".
Sinds 2013 heeft Lammers een vaste rol in de reclames van supermarktketen Jumbo.
In 2019 verscheen op Eén en op Netflix de Belgisch-Nederlandse televisieserie Undercover. Frank Lammers speelde in de serie de rol van Ferry Bouman. Door het succes van de serie verschenen later, naast twee nieuwe seizoenen, de spin-offs Ferry (2021) en Ferry: de serie (2023). Frank Lammers won zowel in 2022 als in 2024 voor zijn vertolking van Ferry de Televizier-Ring Acteur (favoriete acteur).
In 2020 heeft Frank Lammers tijdens de coronacrisis de film Groeten van Gerri geschreven. Hij speelt hierin zelf de hoofdrol.
Lammers is sinds maart 2021 onderdeel van de gelegenheidsformatie The Streamers, die tijdens de coronapandemie gratis livestream-concerten gaven. Nadat de coronaregels in grote lijnen los werden gelaten, kondigde de formatie ook concerten met publiek aan. Hij speelt hier de rol van manager van de band.
In 2024 speelde Lammers in de televisieserie Máxima op Videoland de journalist  Willibrord Frequin.

## Privéleven
Lammers is getrouwd met de schrijfster Eva Posthuma de Boer. Samen hebben ze een dochter en een zoon.

## Filmografie

### Films
- fl. 19,99 (1998) – dakloze
- Wilde mossels (2000) – Daan
- De zwarte meteoor (2000) – Wezelkop
- Nachtwacht (2000) – Vermeer
- De grot (2001) – René
- Ochtendzwemmers (televisiefilm, 2001) – Herman
- Grimm (2003) – boer
- Polleke (2003) – meester Wouter
- De passievrucht (2003) – Dees
- Het wonder van Máxima (televisiefilm, 2003) – agent Decker
- Het Zuiden (2004) – Loe de Koning
- Shouf shouf habibi! (2004) – Chris
- De dominee (2004) – Adri Slotemaker
- Flirt (2005) – Egbert-Jan
- Het schnitzelparadijs (2005) – Willem
- Leef! (2005) – BMW-bestuurder
- Het woeden der gehele wereld (2006) – inspecteur Duivetrap
- Zwartboek (2006) – Kees
- Nachtrit (2006) – Dennis van der Horst
- Eigenheimers (televisiefilm, 2006) – boer Jaap/Jaap van Elsakker
- Nadine (2007) – Vince
- Mafrika (2008) – Frank
- Lex (2010) – Lex
- New Kids Turbo (2010) – baas van Richard en Robbie
- Rundskop (2011) – Sam Raymond, veearts
- De president (2011) – Krasimir
- De bende van Oss (2011) – Harry den Brock
- Bon Voyage (televisiefilm, 2011) – Tom
- De Marathon (2012) – Kees
- Crimi Clowns: De Movie (2013) – De Patron
- Onder het hart (2014) - Rogier
- Michiel de Ruyter (2015) – Michiel de Ruyter
- J. Kessels (2015) – J. Kessels
- SneekWeek (2016) – rechercheur Van Velzen
- De Helleveeg (2016) – Nico van Dartel
- Hotel De Grote L (2017) – vader
- All You Need Is Love (2018) – Ernst
- Chasing Windmills (2018) – Kapitein Holland Amerika Lijn
- D-railed (2018) – The Host
- Groeten van Gerri (2020) – Gerri van Vlokhoven
- Ferry (2021) – Ferry Bouman
- Herrie in huize Gerri (2021) – Gerri van Vlokhoven
- H4Z4RD (2022) – Kludde
- The Takeover (2022) – Buddy
- Ome Cor (2022) – Freddy
- All Inclusive (2023) – Frans
- De mooiste dag (2024) – Joep
- Ferry 2 (2024) - Ferry Bouman

#### Regie
- Of ik gek ben (2016)
- Groeten van Gerri (2020)
- Herrie in huize Gerri (2021)

#### Nasynchronisatie
- Streep wil racen (2005) – rol onbekend
- Suske en Wiske: De Texas Rakkers (2009) – Lambik
- Wreck-It Ralph (2012) – Ralph
- Verschrikkelijke Ikke 2 (2013) – El Macho
- De Boxtrollen (2014) – Hebbesma
- The SpongeBob Movie: Sponge Out of Water (2015) – Kapitein Burgerbaard
- Phantom Boy (2015) – de man met het misvormde gezicht
- Huisdiergeheimen (2016) – Duke
- Sing (2016) – Big Daddy
- The Angry Birds Movie (2016) – Mighty Eagle
- Paddington 2 (2017) – Knuckles McGinty
- Ralph Breaks the Internet (2018) – Ralph
- Spider-Man: Into the Spider-Verse (2018) – Spider Man Noir
- The Angry Birds Movie 2 (2019) – Mighty Eagle
- Huisdiergheimen 2 (2019) – Duke
- Klaus (2019) – Klaus
- Sing 2 (2022) – Big Daddy
- The Bad Guys (2022) – Snake
- De Gelaarsde Kat 2: De Laatste Wens (2022) – Papa Beer
- Asterix & Obelix in het Middenrijk (2023) - Obelix
- Vogelvlucht (2023) – Oom Jan

### Televisie
- Ko de Boswachtershow (televisieserie) – rol onbekend (afl. De kippenfokkerversnipperaar, 1990)
- Baantjer (televisieserie) – Milan Tolimir (afl. De Cock en de vermoorde onschuld, 1998)
- Spangen (televisieserie) – Lars Bierman (afl. Foute vrienden, 1999)
- BNN Look A Like 11-tal (televisieserie) – Coach Frenk (1999-2000)
- Wildschut & De Vries (televisieserie) – Milko (afl. Zware benen, 2000)
- All Stars (televisieserie) – Berrie (14 afl., 2000–2001)
- De Enclave (televisieserie) – Darko Bokan (2002)
- Intensive Care (televisieserie) – Erik Klein (afl. De grens, 2002)
- Wet & Waan (televisieserie) – Mischa (afl. Het geheim van de raadkamer, 2003)
- Dunya & Desie (televisieserie) – Tonnie van Bruggen (afl. Dunya en Desie forever, 2004)
- Grijpstra & De Gier (televisieserie) – Paul van der Bildt (afl. My Funny Valentine, 2005)
- Koppensnellers (televisieprogramma) – verschillende rollen (8 afl., 2006)
- Comedy Central – voice-over (2007–2010)
- Sterke verhalen uit Zoutvloed (televisieserie) – Tepper (5 afl., 2008)
- De co-assistent (televisieserie) – Patrick Wezendonk (afl. De bevalling, 2009)
- Echt niet?! (televisieprogramma, 2009) – presentator
- Van Zon op Zaterdag (televisieprogramma, 2009–2010) – diverse rollen
- Deadline (televisieserie) – Ype Sleeswijk (3 afl., 2010)
- De kracht van Brabant (televisieprogramma, 2010) – presentator
- Levenslied (televisieserie) – Bert (7 afl., 2011)
- The Passion (televisieprogramma, 21 april 2011) – Judas Iskariot
- Crimi Clowns (televisieserie) – De Patron (7 afl., 2012–2014)
- Sinterklaasjournaal (televisieprogramma) – dierenverzorger (2013), souvenirverkoper in winkel Zaanse Schans (2018)
- Als de dijken breken (miniserie, 6 afl., 2016) – Willem Wienesse
- Grenslanders (televisieserie, 2019) – Rinus "Klauwe" de Geule
- Undercover (televisieserie, 2019-heden) – Ferry Bouman
- Welkom in de 80-jarige Oorlog (Schooltv, 2019) - Balthasar Gerards
- Welkom in de jaren 20 en 30 (Schooltv, 2019-2020) – Wilhelm II van Duitsland, Al Capone, minister van Defensie
- Nieuw zeer (2020)
- Edelfigurant (televisieserie) – Rikkert (3 afl., 2020-2021)
- De Alleskunner (2020-heden) – voice-over
- Familie Gillis: Massa is Kassa (2020-heden) – voice-over
- Welkom in de Middeleeuwen (2022) – Diverse rollen
- Der Amsterdam Krimi (televisieserie) – Heesters (afl. Der Tote aus dem Eis , 2022)
- Het jaar van Fortuyn (televisieserie) – Peter Langendam (5 afl., 2022)
- Glory Days (2022) – zichzelf
- Ferry (televisieserie) – Ferry Bouman
- Frank gaat voor goud (documentaireserie op Discovery Channel, 2024) – presentator
- Máxima (televisieserie) – Willibrord Frequin (2024)
- Hein (televisieserie) - Ruud de Vorst (2024)
- Verborgen verleden (2025) - gast

## Theater
- Ren Lenny ren – Frank de manager
- Cadillac Cowboy – Frank Lammers en Ocobar spelen Cadillac Cowboy over het leven van Hank Williams 1, 2 en 3 (2009)
- Ach, Zalig Man – Frank Lammers speelt 8, uit het gelijknamige boek geportretteerde, personages uit de 8 dorpen van de Acht Zaligheden samen met zanger en figurant JW Roy (2010)
- Hij gelooft in mij – alternate André Hazes (2012/2015)
- Cruijff en Pipo van Viggo Waas – regie (2016)
- Frank en Ricky hebben de blues, samen met Ricky Koole (2019/2020)
- De Meeuw – Frank Lammers als Kostja (1998/1999)

## Discografie

### Singles
| Single met eventuele hitnotering(en) in de Nederlandse Top 40 | Datum van verschijnen | Datum van binnenkomst | Hoogste positie | Aantal weken | Opmerkingen       |
| ------------------------------------------------------------- | --------------------- | --------------------- | --------------- | ------------ | ----------------- |
| Frank de Boer                                                 | 04-06-2021            | 19-06-2021            | tip21           | -            | als Frank & Frank |
| King van de camping                                           | 10-12-2024            | 21-12-2024            | tip18*          | -            | als Ferry Bouman  |

## Overig
- De stem van Amos W. Steinhacker in het radiohoorspel Bommel (2007–2008).
- De voice-over in een radioreclame van Arke in 2009.
- Winnaar van de Nationale Nieuwsquiz in 2009.
- De stem van de detective Scott Shelby in het PlayStation 3-spel Heavy Rain (2010).
- De voice-over in de reclamecampagne voor de concertreeks Groots met een zachte G van Guus Meeuwis.
- Speelde Michiel de Ruyter in het vernieuwde Scheepvaartmuseum.
- Al jaren de stem in de TUI-reclames.[4]
- In 2020 nam hij deel aan de slimste mens ter wereld, maar viel af na één keer deelnemen.
- In 2021 nam hij deel aan Het Jachtseizoen van StukTV. Hij wist vier uur lang uit handen te blijven en tijdens het eindsignaal was hij op 5 kilometer afstand van StukTV.